# Суперкубок Косова з футболу
Суперку́бок Косова з футбо́лу — одноматчевий турнір, у якому грають володар Кубка Косова і чемпіон попереднього сезону. У випадку, якщо Кубок Косова і чемпіонат виграла одна команда, то вона автоматично стає переможцем Суперкубку Косова.

## Перемоги
| Клуб        | Перемоги | Роки                                                             |
| Приштина    | 11       | 1995, 1996, 2001, 2004, 2006, 2008, 2009, 2013, 2016, 2020, 2023 |
| Беса (Пеже) | 2        | 2005, 2007                                                       |
| Феронікелі  | 2        | 2015, 2019                                                       |
| Трепча'89   | 2        | 2012, 2017                                                       |
| Балкані     | 2        | 2022, 2024                                                       |
| Хюсі        | 1        | 2011                                                             |
| Дріта       | 1        | 2018                                                             |
| Вуштррія    | 1        | 2014                                                             |
| Трепча      | 1        | 2010                                                             |
| КЕК         | 1        | 2003                                                             |
| Ллапі       | 1        | 2021                                                             |
| Бесіана     | 1        | 2002                                                             |
| Г'їлані     | 1        | 2000                                                             |
| Дукаджині   | 1        | 1994                                                             |